# Leuctra lamellosa
Leuctra lamellosa is een steenvlieg uit de familie naaldsteenvliegen (Leuctridae). De wetenschappelijke naam van de soort is voor het eerst geldig gepubliceerd in 1929 door Despax.